# Mesolia uniformella
Mesolia uniformella là một loài bướm đêm trong họ Crambidae.